# Quasar Framework
The Quasar Framework (comumente referido como Quasar; pronunciado /ˈkweɪ.zɑɹ/) é um framework de código aberto baseado em Vue.js para construir aplicativos com uma única base de código. Ele pode ser implantado na Web como SPA, PWA, SSR, em um aplicativo móvel, usando Cordova para iOS e Android, e em um aplicativo de desktop, usando Electron para Mac, Windows e Linux.
Quasar foi criado por Razvan Stoenescu e é mantido por uma pequena equipe de desenvolvedores (também conhecida como "equipe principal") e colaboradores. A maior parte da equipe principal trabalha atualmente em diversas empresas, como Lenovo, IntelliView Technologies Inc. e AG Development Services.

## Visão geral
Quasar se concentra na construção rápida de interfaces de usuário VueJS. O usuário só precisa escrever uma fonte autorizada de código para todas as plataformas: sites responsivos para desktop/móveis (SPA, aquisição de cliente SSR + SPA, aquisição de cliente SSR + PWA), PWAs (Progressive Web Apps), aplicativos móveis (que parecem nativos) e aplicativos de desktop multiplataforma (através do Electron) e também extensões de navegador.
O Quasar foi projetado tendo em mente o desempenho, a capacidade de resposta e a interoperabilidade.

## História
Quasar foi criado por Razvan Stoenescu depois de trabalhar para IBM e Lenovo usando ferramentas de software constantemente novas e diferentes para criar todos os tipos separados de aplicativos iOS, aplicativos Android, aplicativos da web, aplicativos Windows Desktop, aplicativos Apple Desktop e PWAs. Mais tarde, ele resumiu seu processo de pensamento: "Eu ansiava por uma estrutura única que removesse toda a complexidade e produzisse todos esses tipos diferentes de aplicativos... a partir de uma ÚNICA base de código. Incapaz de localizar uma ferramenta tão mítica, decidi construí-la."
O primeiro commit do código-fonte para o projeto foi datado de 2015, e a versão 1.0 estável do Quasar foi lançada em julho de 2019. A primeira conferência Quasar ocorreu em julho de 2020. Quasar v2 (com Vue.js 3) tornou-se estável na versão 2.0.0 em junho de 2021.

## Características

### Componentes
Os aplicativos Quasar são desenvolvidos usando componentes de arquivo único Vue e componentes Quasar. Os componentes de arquivo único do Vue contêm várias seções: modelo (HTML), script (Javascript) e estilo (CSS/Stylus/SASS/SCSS/Less) - tudo no mesmo arquivo. O trecho de código abaixo contém um exemplo da estrutura de um componente de arquivo único Vue:
```
<
template
>

 
<!-- você define seu modelo Vue aqui -->

</
template
>

<
script
 
setup
>

// É aqui que vai o seu Javascript

// para definir seu componente Vue, que

// pode ser um Layout, uma Página ou o seu próprio

// componente usado em todo o aplicativo.

</
script
>

<
style
>

/* É aqui que seu CSS vai */

</
style
>

```

Os componentes Quasar são tags HTML que começam com q e vinculam ao arquivo /quasar.config.

## Ecossistema
A biblioteca principal vem com ferramentas e bibliotecas desenvolvidas pela equipe principal e pelos colaboradores.

### Ferramentas oficiais
Quasar CLI
A parte global da CLI necessária para a criação de aplicativos por meio de desenvolvimento e um ambiente de construção para desenvolvimento e distribuição de aplicativos entre dispositivos/plataformas.
Aplicativo Quasar
A parte local da CLI, que envolve os ambientes de desenvolvimento e construção. A CLI permite um desenvolvimento extremamente rápido por meio de um servidor de desenvolvimento, que permite que você veja suas alterações acontecerem ao vivo. Usando os sistemas de construção da CLI, você pode pegar seu único projeto e construí-lo para as múltiplas plataformas e ambientes que o Quasar suporta (ou seja, Web, PWA, Web+SSR, PWA +SSR, Cordova, Capacitor, Electron, Browser Extensions, etc.).
IU do Quasar
A biblioteca de componentes do Quasar, com componentes de alto desempenho testados em batalha, juntamente com inúmeras diretivas, utilitários auxiliares, plug-ins e muito mais.